# Pico Batkun

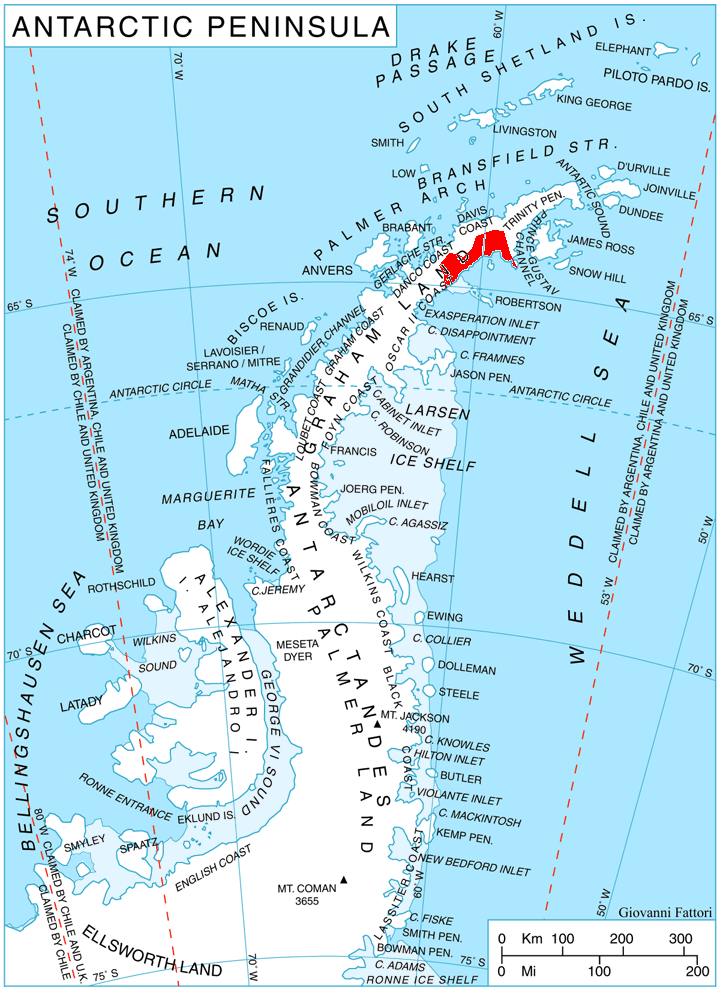
Localização da Costa de Nordenskjöld

O Pico Batkun (em búlgaro:  връх Баткун, 'Vrah Batkun' \'vr&h 'bat-'kun\) é um pico de 1100 m no sopé sudeste do Planalto Detroit, na Costa de Nordenskjöld, Terra de Graham, na Antártida. Se localiza na Serra Grivitsa, que abre vista para a Geleira Darvari ao norte e a Geleira Zaychar ao sul.
O pico recebeu esse nome devido ao assentamento de Batkun, no sul da Bulgária.

## Localização
O pico se encontra em 64° 30' 13" S 60° 21' 29" O, a 9,77 km a sudoeste do Pico Gusla, 9,43 km a noroeste do Ponto Fothergill, 3,43 km a nor-nordeste da Serra Kableshkov, e 23,22 km a sudeste do Pico Baldwin, na Costa de Danco, de acordo com mapeamento britânico realizado em 1978.

## Mapas
- British Antarctic Territory. Escala 1:200000, topográfico. Série DOS 610, Folha W 64 60. Directorate of Overseas Surveys, Reino Unido, 1978.
- Antarctic Digital Database (ADD). Escala 1:250000, topográfico. Scientific Committee on Antarctic Research (SCAR). Publicação inicial em 1993, regularmente atualizado.